# James Boyd (Fußballspieler)
James Shaw Boyd (* 25. Juni 1872 in Kilsyth; † 1961) war ein schottischer Fußballspieler.

## Karriere
Boyd spielte als Stürmer in den 1890ern in seiner Heimatstadt für die Kilsyth Wanderers, die zu jener Zeit mehrfach an den Hauptrunden des Scottish FA Cups teilnahmen und ihren Ligabetrieb zunächst in der Midland League (1895–1897) und später in der Central Combination (1897–1900) hatten. Im Finale um den Stirlingshire Cup gegen den FC Falkirk im März 1896 gehörte er nicht zum Aufgebot.
Nachdem Boyd bereits im Sommer 1896 als möglicher Neuzugang des englischen Zweitligisten Burton Swifts gehandelt worden war, wechselte er ein Jahr später zu dem in den Staffordshire gelegenen Klub. Boyd stand Anfang September zum Saisonauftakt gegen Small Heath (Endstand 1:3) in der Mannschaft und wurde auch am folgenden Spieltag als Mittelstürmer aufgeboten. Nach der 0:4-Niederlage gegen Newton Heath wurde er von Tom Leigh abgelöst und trat nicht mehr für Burton in Erscheinung. Boyd kehrte mutmaßlich bereits im weiteren Saisonverlauf nach Schottland zurück.